# La Landec
La Landec település Franciaországban, Côtes-d’Armor megyében. Lakosainak száma 749 fő (2022. január 1.). La Landec Languédias, Plélan-le-Petit, Saint-Maudez, Trébédan és Vildé-Guingalan községekkel határos.

## Népesség
A település népességének változása:
| Lakosok száma | 396  | 447  | 472  | 621  | 756  | 749  | 723  | 726  | 726  | 749  |
|               | 1968 | 1982 | 1990 | 2006 | 2013 | 2015 | 2017 | 2019 | 2020 | 2022 |